# Вайт Мазини Виллари, Линда
Линда Вайт (Уайт) Мазини Виллари (англ. Linda White Mazini Villari; 1836[…], Большой Лондон — 1915[…]) — английская писательница и переводчица

; среди её работ множество переводов на английский язык трудов её второго мужа итальянца Паскуале Виллари.

## Биография
Линда Вайт Мазини Виллари родилась в 1836 году в Большом Лондоне.
В октябре 1861 года в Кенсингтоне она вышла замуж за торговца шёлком Винченцо Констанцо Мазини (~ 1829—1869); в 1863 году у них родилась дочь Костанца Мария Орсола Мазини (англ. Costanza Maria Orsola Mazini). Костанца вышла замуж за художника Уильяма Стоукса Хултона (William Stokes Hulton) и была матерью Терезы и Джоконды Хултон. Тереза стала восьмой Леди Бервик из Аттингем-парка, Шропшир. Во втором браке Линды Виллари с итальянским историком и политиком Паскуале Виллари; у пары родился сын Луиджи Виллари, который как и отец, стал историком, а на политическом поприще служил в качестве дипломата.
Линда Вайт Мазини Виллари скончалась в 1915 году.